# Magudilu, Heggadadevankote
Magudilu là một làng thuộc tehsil Heggadadevankote, huyện Mysore, bang Karnataka, Ấn Độ.